# 南俄勒岡大學
南俄勒岡大學 （英語：Southern Oregon University）是一所位於美國俄勒岡州阿什蘭的大學。這間學校成立於西元1926年，這間學校原名南俄勒岡學院和南俄勒岡州立學院。這間學校是以犯罪、自然科學、環境科學、威廉莎士比亞戲劇研究等課程著名。

## 學校歷史
這間大學於西元1872年由Reverend Henry Skidmore of Oregon's Methodist Episcopal Church所成立。於西元1878年，這間大學改名為愛許蘭學院，於西元1879年又改名為愛許蘭學院與師範學校。於西元1887年，俄勒岡州宣佈這間學校為官方州立師範學校。無論如何，俄勒岡州沒有提供任何資金給這間學校。於西元1890年這間學校宣佈關閉。於西元1895年，這間學校以南俄勒岡州立師範大學為名再度開始招生，於西元1899年俄勒岡州才正式給予資金補助。於西元1997年，這間學校正式更名為南俄勒岡大學。

## 出版刊物
這間學校的每個星期一都會發行學生校園週報The Siskiyou，這份週報的編輯，攝影師都是由學生組成。

## 認可機構
- 美國教育部
- 中國教育部
- 台灣教育部[1]

## 學校排名
- 根據2009年的美國新聞與世界報導U.S.News，Southern Oregon University為美國西部第三級大學。[2]

## 姐妹學校
- - 단국대학교 (Dankook University)[永久][3]

## 官方網站
南俄勒岡大學官方網站（页面存档备份，存于）

## 資料來源
1. ↑  .   [2009-10-21]. （原始内容存档于2010-01-19）.
2. ↑  .   [2009-10-21]. （原始内容存档于2010-08-11）.
3. ↑  http://was1.dankook.ac.kr/web/chn/414%5B%5D